# Euphaedra eburnensis
Euphaedra eburnensis är en fjärilsart som beskrevs av Jacques Hecq 1979. Euphaedra eburnensis ingår i släktet Euphaedra och familjen praktfjärilar. Inga underarter finns listade i Catalogue of Life.